# Fire It Up (Thousand Foot Krutch)
Forward Motion è un singolo del gruppo canadese Thousand Foot Krutch, estratto nel 2009 dall'album Welcome to the Masquerade.
Il singolo è arrivato trentunesimo nella classifica rock di iTunes in posizione, diciottesimo nella Hot Rock & Alternative Songs, trentacinquesimo nella Mainstream Rock Airplay e quinto su Christianrock.net.

## Formazione
- Trevor McNevan - voce
- Steve Augustine - batteria
- Joel Bruyere - basso
- Pete Stewart - chitarra